# Obersommeri
Obersommeri ist eine Siedlung der Gemeinde Sommeri des Bezirks Arbon des Kantons Thurgau in der Schweiz. Das an den südöstlichen Ausläufern des Seerückens liegende Dorf bildete mit der ehemaligen Ortsgemeinde Niedersommeri von 1798 bis 1966 die Munizipalgemeinde Sommeri. Am 1. Januar 1967 fusionierte die Ortsgemeinde Obersommeri zur Einheitsgemeinde Sommeri.

## Geschichte

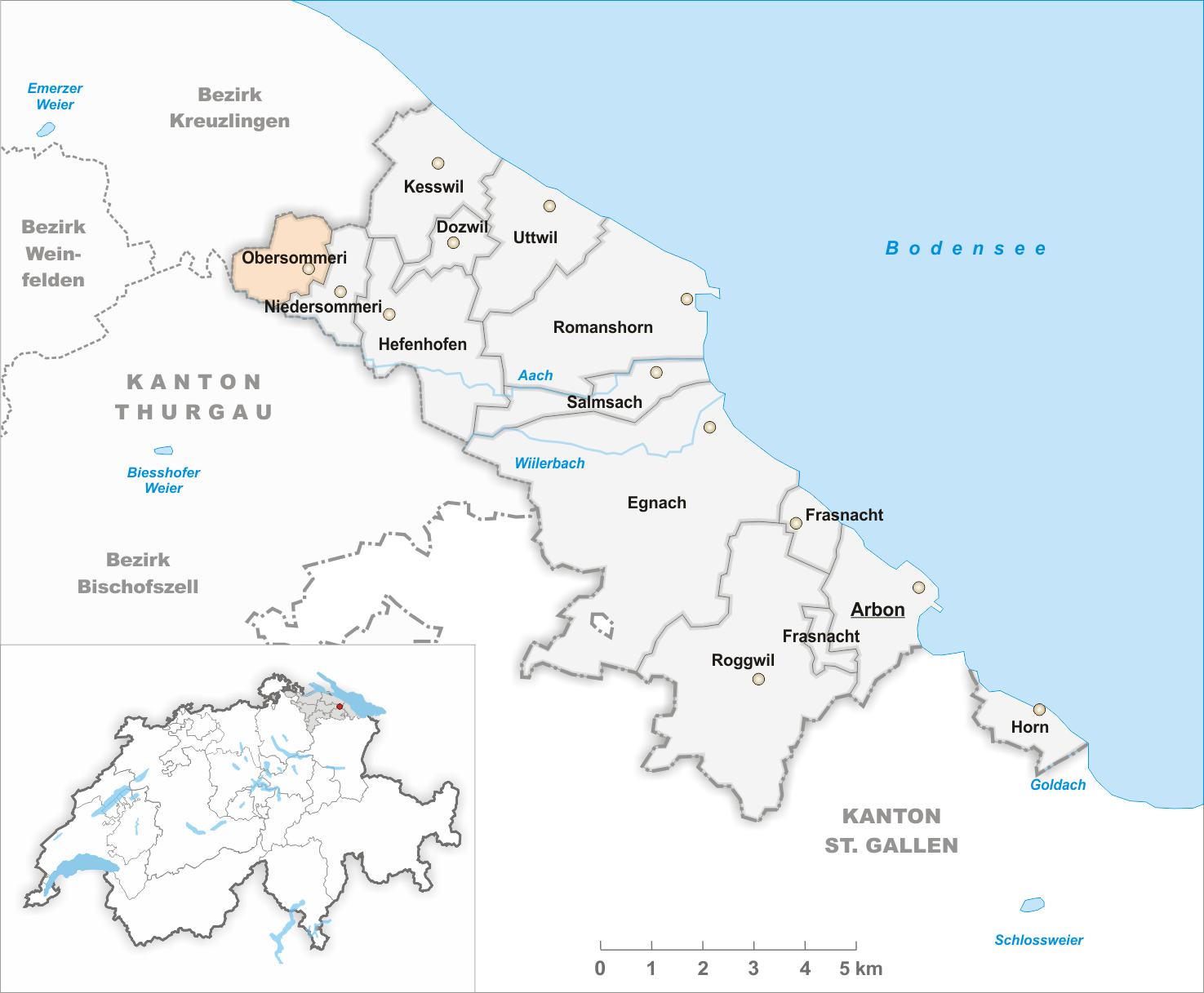
Gemeindestand vor der Fusion im Jahr 1967

1472 erwarb die Fürstabtei St. Gallen die Vogtei Obersommeri und reorganisierte später die niederen Gerichte Kümmertshausen, Niedersommeri und Obersommeri als Malefizgericht Sommeri. 1474 wurde eine Offnung niedergeschrieben. Einzige Rechte der im Thurgau regierenden Orte waren die Landeshoheit und das Blutgericht, alle anderen übte bis 1798 die Fürstabtei aus. Kirchlich teilte Obersommeri stets das Schicksal von Niedersommeri.
Eine Käserei wird 1852 erwähnt. Ab 1860 begann mit Stickerei und Strumpffabrikation eine industrielle Entwicklung, die jedoch von der Stickereikrise im 20. Jahrhundert wieder rückgängig gemacht wurde.

## Bevölkerung
| Jahr         | 1831  | 1850  | 1900  | 1950  | 1960  | 2010  | 2018  |
| Ortsgemeinde | 250   | 217   | 181   | 254   | 283   |       |       |
| Siedlung     |       |       |       |       |       | 196   | 213   |
| Quelle       | [ 3 ] | [ 3 ] | [ 3 ] | [ 3 ] | [ 4 ] | [ 5 ] | [ 2 ] |

|  |

## Persönlichkeiten
- Johann Andreas Stähelin (1794–1864), Politiker